# Кремлев, Виталий Яковлевич
Виталий Яковлевич Кремлёв (8 июня 1928, Филинская, Вологодская губерния — 1 января 2006, Москва) — советский военный деятель и педагог, организатор и руководитель создания и испытания новой авиационной техники, кандидат технических наук, профессор, генерал-полковник авиации (1988). Начальник Военно-воздушной инженерной академии имени Н. Е. Жуковского (1986—1992).

## Биография
Родился 8 июня 1928 года в деревне Филинская (ныне — Сямженского района Вологодской области). Отец — Яков Андреевич (? — 1950), участник 1-й мировой войны, Георгиевский кавалер, председатель колхоза; мать — Прасковья Васильевна (? — 1974). В 1933 году семья переехала в Верховажье.
С 1946 года после окончания 3-й Ивановской специальной школы ВВС был направлен для обучения в Харьковское военное авиационное техническое училище, которое окончил в 1949 году. С 1949 по 1953 год служил на различных командно-штабных должностях в частях Военно-воздушных сил СССР в составе Группы советских войск в Германии на должности техника пикирующего бомбардировщика Пе-2 и бортмеханика специальной эскадрильи при главнокомандующем ГСВГ.
С 1953 по 1957 год обучался в Ленинградской Краснознамённой военно-воздушной инженерной академии имени А. Ф. Можайского. С 1957 по 1978 год на научно-исследовательской работе в Государственном научно-испытательном Краснознамённом институте ВВС имени В. П. Чкалова; занимал различные инженерные и командно-штабные должности, в том числе: инженер-испытатель, с 1964 года — ведущий инженер-испытатель. Занимался испытаниями различного авиационного вооружения, в том числе авиационного ракетного комплекса К-22, который состоял из самолёта-ракетоносца, сверхзвуковой крылатой противокорабельной ракеты воздушного базирования большой дальности и системы управления этой ракеты. С 1967 по 1972 год — заместитель начальника испытательного отдела. С 1972 по 1978 год — начальник штаба и первый заместитель руководителя Государственного научно-испытательного Краснознамённого института ВВС имени В. П. Чкалова. Под его руководстве и при непосредственном участии были проведены государственные испытания сверхзвукового высотного двухдвигательного самолёта МиГ-25Р, многоцелевого истребителя третьего поколения МиГ-23Б и сверхзвукового истребителя-бомбардировщика третьего поколения МиГ-27К.
С 1978 по 1982 год — начальник Чкаловского филиала 8-го ГНИИ ВВС имени В. П. Чкалова и одновременно — начальник Щёлковского гарнизона. С 1982 по 1986 год служил в центральном аппарате Главного штаба Военно-воздушных сил СССР: с 1982 по 1983 год — начальник Первого управления (заказывающее управление по самолётам и авиационным двигателям), с 1983 по 1986 год — заместитель начальника вооружения — заместителя главнокомандующего ВВС СССР по вооружению. С 1986 до 1992 год — начальник Военно-воздушной инженерной академии имени Н. Е. Жуковского. Делегат XXVIII съезда КПСС.
С 1992 года в запасе. С 1993 года В. Я. Кремлёв занимался общественной деятельностью, являясь руководителем общественного объединения «Российское воинское братство», председателем совета ветеранов ВВИА имени Н. Е. Жуковского и президентом Клуба генералов и адмиралов России.
Скончался 1 января 2006 года в Москве, похоронен на Троекуровском кладбище.

## Высшие воинские звания
- Генерал-майор авиации (25.04.1975)
- Генерал-лейтенант авиации (3.08.1984)
- Генерал-полковник авиации (17.02.1988)[8]

## Награды
- два ордена Трудового Красного Знамени
- Орден Красной Звезды
- Орден «За службу Родине в Вооружённых Силах СССР» III степени[4][5][6][7]